# Manuel Sanhueza Flores
Manuel Antonio Sanhueza Flores (1902-1981) fue un médico cirujano y político chileno, miembro del Partido Radical (PR). Se desempeñó como intendente de la antigua provincia de Concepción entre 1946 y 1947, y brevemente como ministro de Salubridad, Previsión y Asistencia Social entre abril y agosto de 1947; ambos bajo el gobierno del presidente Gabriel González Videla.

## Familia
Hijo de José del Carmen Sanhueza y Claudina Flores, estuvo casado con Inés Bello Bambach (hija de Luis Bello Donoso y Julia Bambach Hawes), con quien tuvo cinco hijos: María Inés (profesora) , Manuel Antonio, Jorge, Andres y Margarita.